# アゴヒゲオマキザル
アゴヒゲオマキザル（顎髭尾巻猿、Sapajus xanthosternos）は、霊長目オマキザル科に分類されるサル。

## 分布
ブラジル（バイーア州南部）
セルジッペ州、ミナスジェライス州。

## 形態
体長35 - 48センチメートル。尾長37.5 - 49.5センチメートル。体重2.5 - 3.5キログラム。頭頂部の体毛は房状にならないものの、両脇の筋肉が盛りあがり瘤が2つあるように見える。背面は黄褐色、四肢や尾の先端は黒っぽい。腹面や肩から前腕部は明色で、胸部は黄色。種小名xanthosternosは「黄色い胸の」の意。頭部を被う体毛は白く、耳から顎にかけての黒い体毛で縁取られる。

## 分類
オマキザル属のうち本種などを、形態・生態・分子系統解析からSapajus属へ分割する説もある。
フサオマキザルの亜種とされていたが、1980年代に染色体などが他の亜種と異なるなどの理由から別種とすることが示唆されていた。1990年代以降は別種として扱う説も出ている。

## 生態
海岸森林に生息する。10 - 20匹からなる群れを形成し生活する。約1平方キロメートルの行動圏内で生活する。乾燥林に生息するいくつかの個体群では、石の上にナッツを載せ、別の石でそれを割るという道具使用をおこなう
約3000年前から石を道具として使っているとされていてサルの石器時代といわれている。
食性は雑食で、果実、種子、花、木の若葉、樹皮、樹液、キノコ、昆虫、トカゲ、鳥類の卵や雛、齧歯類やハナグマなどの哺乳類などを食べる。
繁殖形態は胎生。隔年で1回に1頭の幼獣を産む。

## 人間との関係
宅地開発や農地開発などによる生息地の破壊などにより生息数は激減している。